# Canton de Viriat
Le canton de Viriat est une ancienne division administrative française, située dans le département de l'Ain en région Auvergne-Rhône-Alpes.

## Géographie
Ce canton était organisé autour de Viriat dans l'arrondissement de Bourg-en-Bresse. Son altitude variait de 194 m pour Vandeins à 266 m pour Buellas, avec une moyenne de 230 m.

## Histoire

Localisation du canton dans l'Ain avant 2015

Le canton est créé par le décret du 24 décembre 1984 avec des communes issues du canton de Bourg-en-Bresse-Couronne supprimé. Il entre en vigueur lors des élections cantonales de mars 1985.
Conformément au décret du 13 février 2014, en application de la loi du 17 mai 2013 prévoyant le redécoupage des cantons français, le canton de Viriat disparaît à l'issue des élections départementales de mars 2015. Viriat est rattachée au canton de Bourg-en-Bresse-1, Saint-Denis-lès-Bourg à celui de Bourg-en-Bresse-2 et les quatre autres communes à celui d'Attignat.

## Administration
| Période | Période | Identité       | Étiquette | Qualité                                    |
| ------- | ------- | -------------- | --------- | ------------------------------------------ |
| 1985    | 2004    | Pierre Fromont | DVG       | Maire de Viriat (1977-2001)                |
| 2004    | 2011    | Jacques Nallet | DVG       | Maire de Saint-Denis-lès-Bourg (1995-2014) |
| 2011    | 2015    | Bernard Perret | DVD       | Maire de Viriat depuis 2001                |

## Composition
Le canton de Viriat regroupait six communes :
| Nom                   | Code Insee | Intercommunalité                | Population (dernière pop. légale) |
| --------------------- | ---------- | ------------------------------- | --------------------------------- |
| Viriat (chef-lieu)    | 01451      | CA du Bassin de Bourg-en-Bresse | 6 250 (2014)                      |
| Buellas               | 01065      | CA du Bassin de Bourg-en-Bresse | 1 754 (2014)                      |
| Montcet               | 01259      | CA du Bassin de Bourg-en-Bresse | 663 (2014)                        |
| Polliat               | 01301      | CA du Bassin de Bourg-en-Bresse | 2 489 (2014)                      |
| Saint-Denis-lès-Bourg | 01344      | CA du Bassin de Bourg-en-Bresse | 5 505 (2014)                      |
| Vandeins              | 01429      | CA du Bassin de Bourg-en-Bresse | 678 (2014)                        |

## Démographie
| 1990   | 1999   | 2006   | 2011   | 2012   |
| ------ | ------ | ------ | ------ | ------ |
| 12 868 | 14 515 | 15 805 | 16 961 | 17 061 |